# St. Petersburg Bowl 2015
Match précédent Match suivant
Le St. Petersburg Bowl 2015 est un match annuel de football américain de niveau universitaire joué après la saison régulière de 2015, le 26 décembre 2015 au Tropicana Field de St. Petersburg en Floride. 
Il s'agissait de la 8e édition du St. Petersburg Bowl.
Le match a mis en présence l'équipe des Thundering Herd de Marshall issue de l'Conference USA à l'équipe des Huskies du Connecticut issue de l'American Athletic Conference.
Il débute vers 12:00 heure locale et est retransmis en télévision sur ESPN.
La société BitPay spécialisée dans les processeurs de paiement en ligne, n'a pas accepté de prolonger son sponsoring si bien que l’événement est officiellement dénommé le St. Petersburg Bowl 2015.
Le Thundering Herd de Marshall remporte le match 19 à 10.

## Présentation du match
| Équipes                                                                                 | Conférences | Entraîneurs         | Stats. saison rég. |
| --------------------------------------------------------------------------------------- | ----------- | ------------------- | ------------------ |
| Thundering Herd de Marshall                                                             | C-USA       | John "Doc" Holliday | 9-3                |
| Huskies du Connecticut                                                                  | AAC         | Bob Diaco           | 6-6                |
| Arbitre : Kevin Mar Équipe donnée favorite par les bookmakers : Marshall par 4 contre 1 |             |                     |                    |

Ce bowl est le premier disputé au lendemain de Noël dans un stade habituellement occupé par l’équipe de baseball local (Tampa Bay Rays, MLB). 
Il s'agit de la toute 1re rencontre entre ces deux équipes.

### Thundering Herd de Marshall
Avec un bilan global en saison régulière de 9 victoires et 3 défaites, Marshall est éligible et accepte l'invitation pour participer au St. Petersburg Bowl de 2015.
Ils terminent 3e de la East Division de la Conference USA derrière #25 Western Kentucky et Middle Tennessee, avec un bilan en division de 6 victoires et 2 défaites.
À l'issue de la saison 2015 (bowl compris), ils n'apparaissent pas dans les classements CFP , AP et Coaches.
Il s'agit de leur 2e apparition au St. Petersburg Bowl après leur victoire sur le score de 20 à 10 contre FIU lors du St. Petersburg Bowl 2011 (dénolmmé à l'éqpoque le Beef 'O' Brady's Bowl).
Il s'agit de leur 12e participation en Bowl FBS et la 1re fois qu'ils y défieront une équipe de l'American Athletic Conference. 
Avec un succès, Marshall atteindrait le plateau des 10 victoires pour la 3e année consécutive.
L’attaque de Marshall n’est plus aussi explosive que lors de l’ère du QB Rakeem Cato mais le freshman QB Chase Litton (2 390 yards, 22 TDs, 7 INTs en 2015) a montré qu’il était capable de solides performances réussissant notamment 8 TDs lors des 3 derniers matchs de la saison régulière.

### Huskies du Connecticut
Avec un bilan global en saison régulière de 6 victoires et 6 défaites, UCon est éligible et accepte l'invitation pour participer au St. Petersburg Bowl de 2015.
Ils terminent 4e de la East Division de la American Athletic Conference derrière #24 Temple, South Florida et Cincinnati, avec un bilan en division de 4 victoires et 4 défaites.
À l'issue de la saison 2015 (bowl compris), ils n'apparaissent pas dans les classements CFP , AP et Coaches.
Il s'agit de leur 1er apparition au St. Petersburg Bowl mais également un 1er bowl joué en Floride et contre une équipe issue de la Conference USA.
Il s'agit de leur 6e participation à un Bowl FBS la dernière étant une défaite lors du Fiesta Bowl 2011 contre Oklahoma sur le score de 48 à 20.
Pour sa seconde année à la tête des Huskies de UConn, coach Bob Diaco (ex-DC de Notre Dame) a redressé la barre d’un programme à la dérive en infligeant notamment la seule défaite de la saison au champion de la conférence American, Houston. Si l’attaque des Huskies est encore en chantier, la défense a fait des progrès constants depuis septembre dernier.
Avec un succès, UConn pourrait réussir sa 1re saison positive depuis 2010.

## Résumé du match
Début du match à 11:06 heure locale, fin à 14:02 pour une durée totale de match de 03:06 heures.
| QT          | Temps       | Drive       | Drive       | Drive       | Équipe      | Description de l'action | Score | Score |
| QT          | Temps       | Jeux        | Yards       | TDP         | Équipe      | Description de l'action | CON   | MAR   |
| ----------- | ----------- | ----------- | ----------- | ----------- | ----------- | --- | ----- | ----- |
| 1           | 08:10       | 2           | 20          | 00:49       | MAR         | TD de 16 yards par TE Yurachek, Ryan à la suite d'une réception de passe de QB Litton, Chase + 1 point de conversion par kicker Smith, Nick | 0     | 7     |
| 1           | 01:49       | 13          | 75          | 06:21       | CON         | TD à la suite d'une course de 8 yards par RB Johnson, Ron + 1 point de conversion par kicker Puyol, Bobby                                   | 7     | 7     |
| 2           | 08:04       | 13          | 65          | 06:02       | MAR         | FG de 21 yards par kicker Smith, Nick | 7     | 10    |
| 2           | 00:00       | 15          | 85          | 04:57       | MAR         | FG de 29 yards par kicker Smith, Nick | 7     | 13    |
| 3           | 00:02       | 6           | 40          | 02:32       | CON         | FG de 52 yards par kicker Puyol, Bobby | 10    | 13    |
| 4           | 01:44       | 13          | 80          | 06:35       | MAR         | FG de 32 yards par kicker SMITH, Nick | 10    | 16    |
| Score final | Score final | Score final | Score final | Score final | Score final | Score final | 10    | 16    |

## Statistiques[1]
| Statistiques par Équipes               | Statistiques par Équipes | Statistiques par Équipes |
| Statistiques                           | CON                      | MAR                      |
| -------------------------------------- | ------------------------ | ------------------------ |
| 1er downs                              | 15                       | 24                       |
| Conversion de 3e Down                  | 3/10                     | 11/17                    |
| Conversion de 4e Down                  | 0/1                      | 0/1                      |
| Jeux–yards                             | 50 jeux pour 213 yards   | 77 jeux pour 389 yards   |
| Yards à la course                      | 127                      | 171                      |
| Yards à la passe                       | 86                       | 218                      |
| Passes : Réussies-Tentées-Interceptées | 10/17, 1 Int.            | 23/36, 1 Int.            |
| Réussite en zone rouge/chances         | 1/1                      | 4/6                      |
| TD                                     | 1                        | 1                        |
| Field Goals                            | 1/1                      | 3/4                      |
| Sacks (Nombre-Yards gagnés)            | 1 pour 1 yard gagné      | 2 pour 5 yards gagnés    |
| Fumbles (Nombre/Perdus)                | 0/0                      | 0/0                      |
| Pénalités (Nombre/Yards perdus)        | 3 pour 25 yards perdus   | 4 pour 45 yards perdus   |
| Temps de possession                    | 25:18                    | 34:42                    |

| Meilleur Joueur (MVP) | Meilleur Joueur (MVP)       | Meilleur Joueur (MVP) |
| --------------------- | --------------------------- | --------------------- |
| Nom                   | Équipe                      | Poste                 |
| Reaves Deandre        | Thundering Herd de Marshall | WR                    |

| Statistiques Individuelles | Statistiques Individuelles | Statistiques Individuelles                   |
| -------------------------- | -------------------------- | -------------------------------------------- |
| Quaterbacks                |                            |                                              |
| CON                        | Shirreffs, Bryant          | 10/17, 86 yards, 0 TD, 1 Int., 2 sacks subis |
| MAR                        | Litton, Chase              | 23/34, 218 yards, 1 TD, 1 Int., 1 sack subi  |
| Meilleurs Coureurs         |                            |                                              |
| CON                        | Shirreffs, Bryant          | 18 courses pour 78 yards, 0 TD               |
| MAR                        | Davis, Keion               | 1 courses pour 73 yards, 0 TD                |
| Meilleurs Receveurs        |                            |                                              |
| CON                        | Newsome, Arkeel            | 5 réceptions pour 33 yards, 0 TD             |
| MAR                        | Reaves, Deandre            | 9 réceptions pour 88 yards, 0 TD             |
| Meilleurs Tackleurs        |                            |                                              |
| CON                        | Adams, Andrew              | 4 tackles en solo et 10 assistes             |
| MAR                        | Gant, Kendall              | 6 tackles en solo et 3 assistes              |